# Поспелов, Евгений Михайлович
Евге́ний Миха́йлович Поспе́лов (27 января 1923, Петроград, РСФСР, СССР — 26 марта 2007, Москва, Российская Федерация) — советский и российский географ, специалист в области топонимики и картографии. Доктор географических наук (с 1972 года), профессор. Участник Второй мировой войны, военный топограф.

## Образование
- Геолого-разведочный институт Горного института (1940—1941, не окончил)
- Ленинградское военно-топографическое училище (1941—1942)
- Геодезический факультет Военно-инженерной академии имени В. В. Куйбышева (1947—1953)[1]

## Биография
Участник Второй мировой войны, служил в 3-м топографическом отряде Ленинградского фронта (1942—1945), был ранен.
Преподавал в Военно-инженерной академии имени В. В. Куйбышева (1953—1974), Московском областном педагогическом институте (1976—2003), в МИИГАиКе, работал в ЦНИИГАиК (1974—1976). В 1960 году, защитив диссертацию на тему «Методика установления географических названий и техника их воспроизведения на оригиналах карт», стал кандидатом технических наук, а в 1972 году — доктором географических наук, защитив докторскую диссертацию на тему «Топонимика и картография» в Институте географии АН СССР.
В течение многих лет был председателем Топонимической комиссии Московского филиала Географического общества СССР (ныне — Московский центр Русского географического общества), членом президиума и почётным членом РГО с 1995 года. В 1968 году присвоено звание полковника.
Член межведомственной комиссии по наименованию территориальных единиц, улиц и станций метрополитена города Москвы (с 2002 года).
Похоронен в Москве на Пятницком кладбище.